# Code pénal (Allemagne)
Pour les autres articles nationaux ou selon les autres juridictions, voir Code pénal.
Pour les articles homonymes, voir Strafgesetzbuch.
Lire en ligne

http://bundesrecht.juris.de/stgb/

Le Code pénal (Strafgesetzbuch, StGB) est un code regroupant les principales dispositions du droit pénal allemand. Il est entré en vigueur le 1er janvier 1872, sous l’Empire.
La peine la plus sévère prévue par le Code pénal est la prison à vie, qui sanctionne notamment l'homicide aggravé.
Il incluait jusqu’en 1994 le « paragraphe 175 », qui pénalisait l’homosexualité.
L’article 86a (de) interdit l’usage de signes associés à des organisations totalitaires ou terroristes (Verwenden von Kennzeichen verfassungswidriger und terroristischer Organisationen). Ceci inclut en particulier les symboles nazis,, mais aussi ceux du Hamas par exemple.